# Club Deportes Cobresal
Il Club de Deportes Cobresal è una società calcistica cilena, con sede a El Salvador. Milita nella Liga Chilena de Fútbol Primera División, la massima serie del calcio cileno.

## Storia
Fondato nel 1979, ha vinto una Copa Chile e per due volte la seconda divisione nazionale.

## Palmarès

### Competizioni nazionali
- Primera División de Chile: 1

Clausura 2015
- Copa Chile: 1

1987
- Primera B: 2

1983, 1998

### Altri piazzamenti
- Campionato cileno:

Secondo posto: 1984, 1988, 2022
- Primera B:

Secondo posto: 1993, 2001, 2017-2018
Terzo posto: 1995, 1996, 2018

## Rosa 2018-2019
| N. |                     | Ruolo | Calciatore       |
| -- | ------------------- | ----- | ---------------- |
| 1  | Cile (bandiera)     | P     | Miguel Vargas    |
| 2  | Uruguay (bandiera)  | D     | Rodrigo Cabrera  |
| 3  | Cile (bandiera)     | D     | Flavio Rojas     |
| 4  | Cile (bandiera)     | D     | Juan Contreras   |
| 5  | Cile (bandiera)     | D     | Rodolfo González |
| 6  | Cile (bandiera)     | C     | Rodrigo Ureña    |
| 7  | Cile (bandiera)     | D     | Marcelo Jorquera |
| 8  | Cile (bandiera)     | C     | Juan Gutiérrez   |
| 9  | Paraguay (bandiera) | A     | Ever Cantero     |
| 10 | Cile (bandiera)     | C     | Israel Poblete   |
| 11 | Cile (bandiera)     | A     | Felipe Reynero   |
| 12 | Cile (bandiera)     | P     | Ariki Yañez      |
| 13 | Cile (bandiera)     | C     | Cristofer Mesías |
| 14 | Cile (bandiera)     | D     | René Bugueño     |
| 15 | Cile (bandiera)     | A     | Lino Maldonado   |

| N. |                      | Ruolo | Calciatore          |
| -- | -------------------- | ----- | ------------------- |
| 16 | Cile (bandiera)      | C     | Jorge Romo          |
| 17 | Cile (bandiera)      | A     | Carlos Oyaneder     |
| 19 | Argentina (bandiera) | C     | Luis Gabriel Solís  |
| 20 | Cile (bandiera)      | A     | Carlos Ross         |
| 21 | Cile (bandiera)      | A     | Ronaldo Abarca      |
| 22 | Argentina (bandiera) | P     | Sebastián López     |
| 23 | Cile (bandiera)      | C     | Víctor Hugo Sarabia |
| 26 | Cile (bandiera)      | D     | Patricio Jerez (C)  |
| 27 | Cile (bandiera)      | C     | Fabián Astorga      |
| 28 | Cile (bandiera)      | C     | Juan Pablo Campos   |
| 29 | Cile (bandiera)      | A     | Carlos Escobar      |
| 30 | Argentina (bandiera) | P     | Sebastián Cuerdo    |
| 32 | Uruguay (bandiera)   | A     | Sebastián Gallegos  |
|    | Cile (bandiera)      | A     | Carlos Muñoz        |

## Giocatori celebri
- Pedro Acevedo
- Baltazar Astorga
- Matías Donoso
- Christian Gálvez
- Pablo González
- Diego Silva
- Rodrigo Viligrón
- Cristián Chaparro
- Rubén Dundo
- Pedro Gallina
- Juan Carlos Ibáñez
- Juan Manuel Lucero
- Horacio Matuszyczk
- Ezequiel Medrán
- Cristian Ríos
- Fernando Rodríguez
- Damián Yáñez
- Rubens Nicola
- Edison Fonseca
- Miguel Ángel Cuéllar
- Richard Estigarribia
- Román Cuello
- Iván Guillauma
- Daniel Malceñido
- Sergio Migliaccio
- Álvaro Pintos
- Jorge Rodríguez
- Carlos Fernando Savio